# Campionati mondiali di badminton 2014
I campionati mondiali di badminton 2014 (in inglese 2014 BWF World Championships) sono stati la 21ª edizione dei campionati mondiali di badminton.
La competizione si è svolta dal 25 al 31 agosto a Copenaghen, in Danimarca.

## Medagliere
| Posiz. | Nazione       | Oro | Argento | Bronzo | Totale |
| ------ | ------------- | --- | ------- | ------ | ------ |
| 1      | Cina          | 3   | 3       | 1      | 7      |
| 2      | Corea del Sud | 1   | 1       | 2      | 4      |
| 3      | Spagna        | 1   | 0       | 0      | 1      |
| 4      | Danimarca     | 0   | 0       | 3      | 3      |
| 5      | Giappone      | 0   | 0       | 2      | 2      |
| 6      | Indonesia     | 0   | 0       | 1      | 1      |
| 6      | India         | 0   | 0       | 1      | 1      |
| Totale | Totale        | 5   | 4       | 10     | 19     |

## Podi
| Evento              | Oro                          | Argento                      | Bronzo                                      |
| Singolare maschile  | Chen Long                    | Lee Chong Wei (squalificato) | Viktor Axelsen                              |
| Singolare maschile  | Chen Long                    | Lee Chong Wei (squalificato) | Tommy Sugiarto                              |
| Singolare femminile | Carolina Marín               | Li Xuerui                    | Minatsu Mitani                              |
| Singolare femminile | Carolina Marín               | Li Xuerui                    | P. V. Sindhu                                |
| Doppio maschile     | Ko Sung-hyun Shin Baek-cheol | Lee Yong-dae Yoo Yeon-seong  | Mathias Boe Carsten Mogensen                |
| Doppio maschile     | Ko Sung-hyun Shin Baek-cheol | Lee Yong-dae Yoo Yeon-seong  | Kim Ki-jung Kim Sa-rang                     |
| Doppio femminile    | Tian Qing Zhao Yunlei        | Wang Xiaoli Yu Yang          | Lee So-hee Shin Seung-chan                  |
| Doppio femminile    | Tian Qing Zhao Yunlei        | Wang Xiaoli Yu Yang          | Reika Kakiiwa Miyuki Maeda                  |
| Doppio misto        | Zhang Nan Zhao Yunlei        | Xu Chen Ma Jin               | Joachim Fischer Nielsen Christinna Pedersen |
| Doppio misto        | Zhang Nan Zhao Yunlei        | Xu Chen Ma Jin               | Liu Cheng Bao Yixin                         |